# Mark Crispin Miller
Pour les articles homonymes, voir Mark Miller et Miller.
Mark Crispin Miller (né en 1949) est professeur d'études des médias à l'Université de New York.

## Travaux
Dans l'introduction de Seeing Through Movies, Miller soutient que la nature des films américains a été affectée par l'impact de la publicité. Il a déclaré que la poignée de sociétés multinationales contrôlant les médias américains ont détourné l'attention des jeunes de la culture des valeurs vers celle des intérêts commerciaux et la vanité personnelle.

### Théories du complot
Dans son commentaire social et politique, Miller épouse fréquemment les théories du complot,.
Sur les réseaux sociaux et dans d'autres déclarations, Miller a promu des théories du complot et des mensonges, y compris des théories du complot à propos des attentats du 11 septembre 2001, des désinformations anti-vaccin, l'affirmation selon laquelle Joe Biden a volé l'élection présidentielle américaine de 2020, l'affirmation selon laquelle la décapitation du journaliste James Foley par ISIL était fausse, et l'affirmation selon laquelle le mouvement Black Lives Matter serait financé par la CIA. Miller est signataire et membre du 9/11 Truth Movement,. Il n'aime pas le terme « théorie du complot », qualifiant l'expression de « mème [utilisé pour] discréditer les personnes engagées dans des types d'enquête et d'enquête vraiment nécessaires. » Dans un 2017 New York Observer, il a déclaré que toute personne utilisant le terme « dans un sens péjoratif » est « un atout volontaire ou involontaire de la CIA ». Dans une interview par Chris Hedges accordée au New York Times en juin 2001, Miller s'est qualifié d'« intellectuel public » et a critiqué les informations télévisées « qui sont étonnamment vides et déforment la réalité ».
Le professeur Miller explique que l’expression « théorie du complot », datant du XIXe siècle, n’a que rarement été entendue, dans un autre contexte, jusqu’en 1967. Selon lui, le point de bascule est le rapport de la « Commission Warren » chargée d’enquêter sur l’assassinat de John F. Kennedy. En 1967, la CIA a transmis à tous ses chefs de poste le document 1035-960 intitulé « Mise en cause du rapport de la commission Warren : une contre-attaque ». Les auteurs du document proposent que les directeurs de publication des médias de masse taxent ceux qui mettaient en doute la commission Warren de « conspirationnistes ».

### Dénonciation de la fraude électorale
Dans son livre Fooled Again, Miller affirme que l'élection présidentielle américaine de 2000 et de 2004 ont été « volées ».

## Publications
- Mark Crispin Miller, Boxed in: the Culture of TV, Evanston, IL, 1988 (ISBN 0-8101-0791-0, OCLC 18017073)
- Lauren Rabinovitz, « Television Criticism and American Studies », American Quarterly, vol. 43, no 2,‎ 1991, p. 358–370 (ISSN 0003-0678, DOI 10.2307/2712935, JSTOR 2712935)
- Harold Fromm, « Cultural Power », The Georgia Review, vol. 43, no 1,‎ 1989, p. 179–188 (ISSN 0016-8386, JSTOR 41399517, lire en ligne)
- (en) A. Peck, I Am a VCR, by Marvin Kitman and Boxed In: The Culture of TV, by Mark Crispin Miller: Chicago Tribune, 1988 (lire en ligne)
- « Books », Journal of Communication, vol. 40, no 2,‎ 1er juin 1990, p. 128–192 (ISSN 0021-9916, DOI 10.1111/j.1460-2466.1990.tb02266.x)
- Seeing Through Movies, Pantheon, 1990. Reviews: James E. Vincent ETC, JSTOR:42577289; Janet. Staiger, Journal of Communication, DOI 10.1111/j.1460-2466.1991.tb02325.x; Publishers Weekly
- The Bush Dyslexicon: Observations on a National Disorder, W.W. Norton,  (ISBN 0-393-32296-3), 2001. Reviews: Jill Ortner, Library Journal, ; Elayne Tobin, The Nation, ; Publishers Weekly
- Cruel and Unusual: Bush/Cheney's New World Order, W.W. Norton & Company, 2004,  (ISBN 0-393-05917-0). Reviews: "Early Evaluations of the Bush Presidency", Karen M. Hult and Charles E. Walcott, Rhetoric and Public Affairs, JSTOR:41940149; Michael A. Genovese, Library Journal, ; David Lotto, Journal of Psychohistory,
- Fooled Again: How the Right Stole the 2004 Election and Why They'll Steal the Next One Too (Unless We Stop Them), New York: Basic Books, 2005,  (ISBN 0-465-04579-0). Reviews: Publishers Weekly; Kirkus Reviews; Farhad Manjoo, Salon,